# Huíla (tỉnh)
Huíla là một tỉnh của Angola. Diện tích tỉnh này là 75.002 km² với dân số khoảng 700.000. Lubango là tỉnh lỵ. Các đô thị trong tỉnh này bao gồm Quilengues, Humpata, Chibia, Chiange, Quipungo, Caluquembe, Caconda, Chicomba, Matala, Chipindo và Kuvango.
Tuyến đường có tên Leba Hill, cũng như Vườn quốc gia Bicuari nằm ở tỉnh Huíla.